# 深井洋正
深井洋正（ふかい ひろまさ）は、大阪府高槻市在住の日本のプロマジシャン。Mr. Deepの別名もある。
世界で最も名の知られている日本人マジシャンの一人。アシスタントは妻のキミカ。
1985年にスペインのマドリードで開催された第16回FISMマジック世界大会においてゼネラルマジック部門で第2位を受章する。ゼネラルマジック部門での日本人受賞は深井が初である。同年にマニピュレーション部門で第2位を受賞したマーカ・テンドーと共に「FISMにおける日本人の活躍の道を開いた」と称される。
1988年の第39回NHK紅白歌合戦において、小泉今日子の曲紹介として出演。
1991年「第1回なにわのマジックコンベンション」を主宰。
数々のオリジナルマジック（商品）を考案。